# 철인 28호 (2004년 애니메이션)
철인 28호(일본어:  鉄人28号 테츠진 니쥬하치고우[*])는 요코야마 미쓰테루(横山光輝)의 만화작품 《철인 28호》를 원작으로 하는 4번째 애니메이션이다. 또한 이 작품에 등장하는 가공의 로봇 이름이며 이 작품의 주제가 곡목이기도 하다. 2004년 4월 7일부터 9월 29일까지 TV 도쿄 계열 네트워크에서 전 26화가 방송되었다. 이후 위성방송 BS재팬이나 킷즈 스테이션에서도 방송했다.

## 개요
OVA 《자이언트 로보》에서 요코야마 캐릭터들을 총출동시켜 팬들을 놀라게 한 바 있으며, 본인도 요코야마 만화 팬임을 공언해 왔던 이마가와 야스히로가 감독을 맡은 TV 애니메이션 시리즈. 《태양의 사자 철인 28호》나 《철인 28호 FX》가 근미래를 배경으로 현대화된 철인의 활약을 묘사한 SF작품이었던 데 비해 본 작품은 원작만화가 연재되고 있던 시기인 1950년대 중반을 시대배경으로 설정하여 당시의 분위기를 되살리는 데 주력한 시대극이라는 점이 특징이다. 원작만화의 그림체를 철저하게 고증하여 정감 있게 그려진 캐릭터들과는 대조적으로 실제 쇼와(昭和) 시대의 풍물을 세밀하게 재현한 배경미술과 태평양 전쟁의 비극을 다룬 심각한 스토리가 화제를 모았다.
당시 유행하던 복고 붐에도 들어맞는 작품 스타일은 극중 시대를 실제로 체험한 세대의 향수를 불러일으켜 호평을 받았다. 오프닝과 엔딩 주제가도 흑백판의 곡을 리메이크하여 사용했다.
전반부는 원작의 스토리를 감독 나름대로 재해석하여 철인과 쇼타로의 첫 만남, 쇼타로가 철인을 받아들여 함께 활약하게 되는 과정 등이 흥미진진하게 그려진다. 후반부는 원작에 없는 오리지널 에피소드를 채용, 철인의 체내에 감춰져 있었던 금단의 병기 '태양폭탄'을 둘러싼 비장한 드라마가 전개된다. 최종회에서 철인이 용광로의 쇳물을 뒤집어쓰고 녹아내리는 결말은 원작자인 요코야마 본인이 연재 초기에 생각하고 있었던 라스트 신에서 힌트를 얻어 영상화한 것이다. 심야방송이라는 특성상 이제까지의 철인 28호 애니메이션들과는 달리 명백히 성인 시청자를 의식한 중후한 연출을 보여주며, 패전으로부터 경제성장기를 향하여 전진하던 근대 일본의 그림자에 감춰진 '어둠의 유산'에 과감히 문제를 제기하는 작품이기도 하다.
방영 초기부터 철저한 미디어믹스 전략을 취하여, 플레이스테이션 2 전용 비디오 게임, 음악집 CD, 캔디토이나 초합금 피규어 등의 완구류, 철인 28호 해설본 등이 함께 발매되었다. 또한 본 작품의 DVD 발매, 첫 번째 애니메이션의 DVD 재발매, 실사영화판 개봉, 극장판 애니메이션 제작, 원작만화의 완전판 복각출판 등이 동시에 전개되었다. 원작자 요코야마 미쓰테루는 본 작품의 완결을 보지 못하고 방영 도중인 2004년 4월 15일에 세상을 떠났다.
DVD는 킹레코드에서 2004년~2005년에 걸쳐 전 9권으로 완결. 이후 각종 특전을 추가한 DVD박스가 2005년 3월 16일에 발매되었다. 대한민국에서는 2006년 12월에 한울미디어에서 전 6권의 박스세트로 발매했다.

## 줄거리
패전의 상처를 씻고 새로운 시대를 향하여 발돋움하던 1950년대의 일본. 천재 과학자 가네다 박사의 아들인 소년탐정 쇼타로는 죽은 아버지의 유산이자 '또 하나의 자신'이라고도 할 수 있는 철인 28호의 존재를 알고 당혹스러워한다. 무시무시한 병기인 철인을 내심 두려워하던 쇼타로는 차례로 일어나는 괴사건을 함께 해결하면서 차차 정을 붙이게 된다. 하지만 철인과 가네다 박사를 둘러싼 전쟁 중의 비밀이 하나 둘씩 밝혀지면서 더욱 더 힘겨운 시련이 찾아오는데...

## 스탭
- 원작: 요코야마 미쓰테루
- 감독·시리즈 구성: 이마가와 야스히로
- 캐릭터 디자인: 나카무라 다카시
- 미술감독: 히가시 쥰이치
- 각본: 이마가와 야스히로, 야마구치 료타, 기타지마 히로아키, 아라키 겐이치, 오모데 아케미
- 연출: 마쓰우라 죠헤이, 야마우치 도미오, 오이시 다쓰야, 고가와 요리야스, 후쿠모토 기요시, 야마구치 미히로, 노가미 가즈오, 고바야시 다카쓰구 외
- 음악: 센쥬 아키라
- 음향감독: 혼다 야스노리
- 애니메이션 제작: 파룸 스튜디오
- 제작: GENCO, 갠지스
- 프로듀스: 시키시마 중공업

## 음악

### 주제가
여는 곡 “鉄人28号 테츠진 니쥬하치고우[*]” (철인 28호)
작사·작곡 - 미키 도리로 / 편곡 - 센쥬 아키라 / 노래 - 롯폰기 남성합창단
닫는 곡 1 “進め正太郎 스스메 쇼타로[*]” (나아가라 쇼타로)
작사 - 이토 아키라 / 작곡 - 고시베 노부요시 / 편곡 - 센쥬 아키라 / 노래 - 롯폰기 남성합창단
닫는 곡 2 “なのにあなたは京都へゆくの 나노니 아나타와 교토헤 유쿠노[*]” (그런데도 당신은 교토로 가나요)
작사 - 와키다 나오미 / 작곡 - 후지타 데쓰로 / 편곡 - 마카이노 슌이치 / 노래 - 체리쉬
- 교토편(제 15회, 제 16회)의 엔딩 테마로 사용.

### 삽입곡
“Space Oddity”
노래 - 데이비드 보위
- 초인간 케리 편의 마지막 장면에서 사용. DVD 수록시에는 별도의 BGM으로 교체되었다.

“O mio babbino caro” (오 나의 사랑하는 아버지)
작곡 - 자코모 푸치니
- 교토편의 극중에서 사용.

## 성우진
- 가네다 쇼타로: 구마이 모토코
- 시키시마 박사: 우시야마 시게루
- 오쓰카 서장: 이나바 미노루
- 무라사메 겐지: 미키모토 유지
- 무라사메 류사쿠: 와카모토 노리오
- 다카미자와 비서: 이시즈카 리에
- 관방장관: 이시모리 닷코
- 가네다 박사: 이이즈카 쇼조
- 세키 형사: 세키 토모카즈
- 내레이션: 스즈키 히로코

## 작품 목록
1. 되살아나는 쇼타로
2. 28호 대 27호
3. 괴로봇 나타나다
4. 또 하나의 철인 계획
5. 철인 대 블랙옥스
6. 빼앗긴 조종기
7. 악의 앞잡이 철인 날뛰다
8. 철인 28호 탈환작전
9. 우주 로켓 살인사건
10. 의문의 초인간 케리
11. 초인간 케리의 최후
12. 블랙 박사의 우울
13. 빛나는 물체
14. 괴도 블랙마스크
15. 후랑켄의 제자들
16. 교토 타오르다
17. 후쿠류마루 사건
18. 쇼타로 홀로...
19. 니코폰스키와의 대결
20. 얼룩바위의 괴인
21. PX단의 음모
22. 폭주의 끝에...
23. 재판받는 철인
24. 살아있었던 시키시마
25. 구로베의 위기
26. 죄와 벌

## 극장판
같은 제작진에 의해 《철인 28호 백주의 잔월》이라는 제목의 극장판이 제작되어 2007년에 개봉하였다. 총집편이 될 것이라는 정보도 있었으나, 최종적으로는 TV시리즈와 캐릭터나 설정을 공유하고 있지만 완전히 별개의 세계를 다룬 독립된 스토리로 만들어졌다. 이 작품은 철인 28호 시리즈 최초의 오리지널 극장용 애니메이션이기도 하다.

## 영어판
미국에서는 2005년~2007년에 제네온 USA를 통하여 《Tetsujin 28》라는 제목으로 전 6권의 코드1 DVD가 발매되었다. 이 DVD를 위해 영어 더빙판이 따로 제작되었으나, 흑백판과는 달리 고유명사는 원본 그대로를 유지하고 있으며 스토리도 변경 없이 그대로 소개되었다.
영국에서도 Manga Entertainment에 의해 코드2 DVD가 출시되었다.

## 참고 문헌
- 《'철인 28호' 공식 가이드북》, 쇼가쿠칸, 2005년.
- 히카리 프로덕션(光プロダクション) 감수, 《철인 28호 론(論)》, 피아, 2005년, 16~17·108~109·146~155쪽.
- 《아니메 스튜디오》 Vol.1, 오조라슛판, 2004년, 4~34쪽.
- 《요코야마 미쓰테루의 모든 것》, 타쓰미슛판, 2005년, 58~63쪽.
- 《오토나 아니메》 Vol.3, 요센샤, 2007년, 54~59·67쪽.
- 《요코야마 미쓰테루 프리미엄 매거진 Vol.08 ‘철인 28호’》, 고단샤, 2009년, 18쪽.